# Carnot Airport
Carnot Airport (franska: Aéroport de Carnot) är en flygplats i Centralafrikanska republiken.   Den ligger i prefekturen Mambéré-Kadéï, i den västra delen av landet, 300 km väster om huvudstaden Bangui. Carnot Airport ligger 589 meter över havet.
Terrängen runt Carnot Airport är huvudsakligen platt, men norrut är den kuperad. Närmaste större samhälle är Carnot, 1,9 km väster om Carnot Airport. 
I omgivningarna runt Carnot Airport växer huvudsakligen savannskog. Runt Carnot Airport är det glesbefolkat, med 10 invånare per kvadratkilometer.